# Atteggiamento
L'atteggiamento è la disposizione di una persona a produrre risposte emotive o comportamentali, determinate dall'ambiente familiare o sociale, riguardo a situazioni, persone o oggetti.

## Descrizione
Gli atteggiamenti rappresentano uno dei costrutti di maggior interesse per la psicologia sociale sin dalle sue origini.
È possibile definire l'atteggiamento come una tendenza psicologica che viene espressa valutando una particolare entità con un determinato grado di favore o sfavore. 
Con il termine tendenza psicologica si mette in evidenza il fatto che gli atteggiamenti rappresentano un aspetto non stabile nel tempo che influisce sul comportamento coinvolgendo spesso le relazioni interpersonali, le particolari scelte di vita o il modo di essere. Inoltre esso si basa sempre su una valutazione dichiarata ad uno specifico oggetto.
L'atteggiamento esprime ciò che ogni persona è disposta a fare per aiutare gli altri: si può esprimere sia in termini verbali che comportamentali, in modo transitorio o permanente.

## Gli studi della psicologia sociale
Il concetto di atteggiamento è stato studiato dallo psicologo statunitense Gordon Allport come il tratto d'unione tra l'opinione e la condotta.
Per gli studiosi Thomas e Znaniecki, coloro che hanno identificato per primi questo costrutto, l'atteggiamento è un processo mentale che determina le risposte effettive e potenziali di ogni individuo al suo ambiente sociale. Dunque nella prospettiva comportamentista l'atteggiamento è "una disposizione verso". Con l'avvento del cognitivismo si iniziò a considerarlo una valutazione di un oggetto psicologico, secondo queste prospettive la questione dell'atteggiamento rimane individuocentrica.
La prospettiva costruttivista che considera la conoscenza come frutto dell'interazione tra persone, di un loro continuo modellamento dei significati e quella culturale che pone al centro della propria riflessione la costruzione di significati all'interno di una data comunità, pongono la questione dell'atteggiamento su un piano differente. L'atteggiamento viene dunque costruito nelle interazioni e specificatamente, per la psicologia discorsiva, nei discorsi.

### Esempi di atteggiamenti
- arroganza
- presunzione
- supponenza
- generosità
- assertività
- provocatorietà
- spregiudicatezza
- attaccamento
- tenerezza
- rispetto
- ostilità
- devozione
- gratitudine
- ingratitudine
- bontà
- altruismo
- egoismo
- agonismo
- dilettantismo
- egocentrismo
- egotismo
- protagonismo
- ipocrisia
- ottimismo
- pessimismo
- filantropia
- misantropia
- misoginia
- misandria
- moralismo
- conformismo
- anticonformismo
- intellettualismo
- cinismo
- xenofobia
- disfattismo
- costruttivismo
- polemismo
- giustizialismo
- maschilismo
- femminismo
- masochismo
- vigliaccheria

## Funzioni dell'atteggiamento
La psicologia sociale distingue uno studio della struttura intra-attitudinale dell'atteggiamento, volta ad identificarne la struttura interna, dallo studio della struttura inter-attitudinale, volta a cercare differenze e similarità tra mappe dove confluiscono più atteggiamenti.
Le funzioni degli atteggiamenti nei processi cognitivi, emotivi, comportamentali e sociali sono molteplici. La principale funzione risulta essere conoscitiva. Gli atteggiamenti infatti sono alla base dei processi cognitivo-emotivi preposti alla conoscenza e all'orientamento nell'ambiente. Gli atteggiamenti possono inoltre avere funzioni strumentali, espressive, di adattamento sociale (basti pensare agli studi di Sherif dell'atteggiamento nei confronti dell'ingroup, il proprio gruppo di riferimento, rispetto all'outgroup, il gruppo esterno), egodifensivo (un esempio può essere considerato il classico studio sulla personalità autoritaria portato avanti da Theodor Adorno negli anni cinquanta).
Questo costrutto risulta centrale in tutta la psicologia sociale poiché, attraverso numerosissime declinazioni, le teorie degli atteggiamenti sono state adoperate in tutti questi campi applicativi:
- verso oggetti o comportamenti specifici con finalità predittiva della condotta, nelle ricerche di mercato.
- gruppi o minoranze etniche, attraverso lo studio dei pregiudizi e degli stereotipi.
- Scopi e fini astratti, dove questo tipo di atteggiamenti sono definiti valori personali.
- Gli atteggiamenti in relazione al sé, definita autostima.

## La struttura degli atteggiamenti
L'atteggiamento come valutazione in relazione ad un oggetto è stato associata a tre componenti psicologiche:
1. Una componente cognitiva, costituita dalle credenze associate alla valutazione globale che consta dell'atteggiamento. Incentrati sullo studio di tali credenze, emergono una moltitudine di modelli che definiscono l'atteggiamento in termini di aspettativa per valore: per questo filone di studi l'atteggiamento è definito come la sommatoria delle credenze, associate all'oggetto stesso, definite in termini di aspettativa sul verificarsi di essa, moltiplicato il valore soggettivo di cui essa è investita. Nell'ambito della social cognition, gli autori che più di altri hanno improntato un'analisi dell'atteggiamento in termini di credenze sono Martin Fishbein e Icek Ajzen, ai quali si deve, nei suoi esiti più recenti, la teoria del comportamento pianificato. Due fondamentali processi cognitivi associati all'atteggiamento, sono l'accessibilità, intesa come influenza nei processi cognitivi dell'atteggiamento in una specifica situazione, e la disponibilità, definita come la presenza o meno delle connessioni tra atteggiamento e schemi cognitivi. Higgins fu uno dei principali autori che analizzarono i processi cognitivi associati all'atteggiamento in termini di disponibilità e accessibilità. Nel dettaglio, attraverso analisi di tipo sperimentale, ipotizzò che gli atteggiamenti ad elevata accessibilità fossero i più resistenti ai cambiamenti.
2. Una componente affettiva, che comprende i sentimenti, gli stati d'animo, le emozioni e le reazioni del sistema nervoso che accompagnano l'atteggiamento stesso. Un autore che ha incentrato la sua analisi sulla componente affettiva rappresenta Osgood, i cui studi, di matrice comportamentista, hanno messo a punto un sistema di valutazione degli atteggiamenti basato su un questionario volto all'espressioni delle reazioni emotive della valutazione, denominato differenziale semantico.
3. Una componente comportamentale, definibile come la spinta ad azioni, esplicite od implicite, alla base della valutazione che l'atteggiamento veicola. Numerosi studi si sono occupati della predittività dell'atteggiamento nei confronti del comportamento. Il primo a sollevare il problema fu il classico studio di LaPiere (1934). La ricerca, sviluppata al di fuori del setting sperimentale, consisteva nell'accompagnare, lui un professore universitario bianco, una coppia di cinesi in alcuni alberghi e ristoranti per studiare le reazioni degli esercenti nel vedersi richiedere alloggio per gli stranieri. La quasi totalità degli albergatori accettarono di prestare i propri servizi per la coppia. In seguito La Piere mandò una lettera a tutti gli alberghi visitati chiedendo la possibilità di ospitare una coppia di cinesi, ed in questo caso il 92% degli esercenti si rifiutarono di ospitare dei clienti cinesi. Da questo studio se ne svilupparono numerosissimi altri volti a definire la relazione tra atteggiamento e comportamento. L'apporto più organico è stato costruito da Fishbein e Ajzen (vedi teoria del comportamento pianificato), attraverso la canonizzazione del principio di compatibilità. Questi autori infatti postulano che atteggiamento e comportamento debbano riguardare uno stesso grado di specificità perché l'uno sia predittivo dell'altro.

Per quanto concerne la struttura interna degli atteggiamenti, esso, in maniera canonica, è rappresentato come un continuum di valutazione, dove, idealmente, ad un estremo si collocano le persone con valutazione negativa, e all'altro estremo si collocano le persone con valutazione positiva. Su tale concettualizzazione di atteggiamento come continuum di basa la costruzione delle scale di Thurstone.
Judd e Kulik (1980) evidenziano invece come, per quanto riguarda atteggiamenti controversi nel dibattito sociale, si ipotizzi una rappresentazione articolata su due categorie piuttosto che un continuum. Questi autori sperimentarono questo approccio bipolare allo studio dell'atteggiamento, nei confronti di una tematica rilevante nel dibattito sociale come l'aborto.

## La formazione e il cambiamento degli atteggiamenti
Il tema del cambiamento degli atteggiamenti non slegato a quello della loro formazione, è definito in psicologia sociale in termini di persuasione. Numerose teorie si focalizzano su vari aspetti del processo di costruzione e modellazione degli atteggiamenti, alcune in riferimento ai processi affettivi, altre ai processi cognitivi, altre alle dinamiche di appartenenza sociale.

### I processi affettivi
L'approccio comportamentista allo studio degli atteggiamenti, ricerca la causa del loro cambiamento nei rinforzi che l'ambiente associa allo stimolo, ossia l'oggetto dell'atteggiamento. Più nel dettaglio, le teorie che si rifanno al modello del condizionamento operante di Skinner considerano il rinforzo come un elemento che aumenta la frequenza di una risposta presente nel repertorio, ma senza introdurne di nuove.
Le teorie che afferiscono al modello del condizionamento classico di Pavlov definiscono l'atteggiamento come uno degli anelli finali di una lunga catena di apprendimento, al cui punto di partenza (come afferma Pavlov) si trova sempre una risposta incondizionata. Nello specifico in questo ambito di studio le parole diventano stimoli condizionati che sono in grado ri suscitare risposte condizionate analoghe a quelle suscitate dagli stimoli incondizionati (per esempio cibo e carezze). Il processo attraverso cui le parole sono associate agli stimoli incondizionati, è detto condizionamento di primo ordine, mentre il processo che lega le parole agli oggetti dell'atteggiamento, è detto condizionamento di secondo ordine.
Zajonc (1968), a partire da queste indicazioni di matrice comportamentista, sottolinea l'effetto di cambiamento dell'atteggiamento, della mera esposizione ad uno stimolo. Tale ripetuta esposizione infatti produce di per sé un effetto di familiarità con lo stimolo stesso che ne aumenta il gradimento. La correlazione tra frequenza dell'esposizione e atteggiamento risulta infatti generalmente positiva. L'effetto della mera esposizione risulta essere più marcato in queste condizioni:
- Con stimoli complessi piuttosto che semplici.
- Con esposizioni di breve durata piuttosto che lunga.
- Con un più lungo intervallo tra esposizione e misura dell'atteggiamento.
- Se gli stimoli sono presentati in sequenze eterogenee.

Sul cambiamento degli atteggiamenti attraverso i processi affettivi, un altro contributo fondamentale risale agli anni sessanta, ed è quello di Carl Hovland e della scuola di Yale. Nei suoi studi sull'appello alla paura nel mutamento degli atteggiamenti, ipotizzò un modello di riduzione della tensione. Qualora i mezzi persuasivi riescano ad indurre uno stato di tensione sufficientemente elevato (similmente a bisogni di tipo fisiologico come la fame), e qualora vi siano nel messaggio informazioni\raccomandazioni per ridurre questo stato di tensione, l'appello alla paura avrebbe allora una efficacia persuasiva. Studi afferenti a questi autori affermano inoltre che un appello alla paura di moderata intensità suscita un maggiore cambiamento rispetto ad un appello con paura forte.
Molti studi evidenziano inoltre che anche dinamiche di role playing producono un cambiamento di atteggiamento. Contributo di questo genere auspicano un'elevata importanza dei giochi di ruolo all'interno della formazione professionale, da adoperarsi come strumento per costruire e modellare atteggiamenti da applicarsi nei contesti e nelle dinamiche di lavoro.

### I processi cognitivi sull'atteggiamento
Le teorie dell'atteggiamento incentrate sui processi cognitivi si concentrano perlopiù nelle interpretazioni delle comunicazioni in base ai propri atteggiamenti sociali. Esemplificativa in questo senso è la teoria del giudizio sociale di Muzafer Sherif. L'autore ipotizza, in base al proprio atteggiamento, un'area di accettazione, che contiene affermazioni accettate dal soggetto, un'area di rifiuto, e un'area di indifferenza. L'estensione di queste aree, e le affermazioni che in esse confluiscono, dipendono dalla forza, dall'accessibilità e dalla struttura in generale dell'atteggiamento per la persona. La ricezione di un'affermazione che cadrebbe nella zona del rifiuto, produrrebbe effetti diversi dall'accettazione a causa del coinvolgimento dell'io dell'atteggiamento stesso, instaurando verso lo stimolo perturbatore alcuni meccanismi difensivi. L'innovazione di questa teoria rappresenta l'inserimento dei meccanismi del Sé nella strutturazione dell'atteggiamento, e nei meccanismi di decodifica della realtà che esso comporta.
Un'altra significativa teoria incentrata sui processi cognitivi per la modifica dell'atteggiamento, è rappresentata dai modelli aspettativa x valore, di cui gli autori più significativi sono Fishbein e Ajzen (teoria del comportamento pianificato). La modifica dell'atteggiamento sarà tanto forte quanto più si riuscirà a far accettare al soggetto credenze legate all'oggetto dell'atteggiamento stesso (operazionalizzate in termini di aspettativa x valore).
Un autore che si è dedicato attraverso un modello esaustivo dei processi cognitivi dell'atteggiamento in un'ottica di ricezione e accettazione del messaggio è William McGuire, appartenente alla scuola di Yale, definì un processo di persuasione basato sulle seguenti fasi:
1. Esposizione
2. Comprensione
3. Accettazione
4. Ritenzione
5. Comportamento

Se solo una di queste fasi non si realizza, la catena persuasiva viene spezzata e non si realizza il cambiamento dell'atteggiamento. La definizione operativa di questo modello consiste nell'associazioni ad ogni fase di una probabilità, in modo tale che, moltiplicandole tutte insieme, si ottiene la probabilità dell'evento finale persuasione.
Successivamente questo autore, constatando la difficoltà di separare le fai del processo persuasivo l'una dall'altra ridefinì il suo modello in questi termini:
p (Persuasione) = p (Ricezione) X p (Accettazione).

### I modelli di persuasione a due vie
Alcune teorie sul cambiamento e la formazione degli atteggiamenti si concentrano sia sulle componenti emotive che su quelle cognitive, identificando due percorsi comunicativi separati. Una delle più significative teorie in questo senso è la teoria della probabilità dell'elaborazione (Elaboration Likehood Model, ELM, di Petty e Cacioppo, 1986), proponendosi come sistematizzazione dei contributi precedenti nell'ambito della persuasione. Il modello ELM distingue:
- Una via centrale di persuasione, che si associa ad una elaborazione cognitiva del messaggio, nonché una considerazione sistematica delle sue argomentazioni.
- Una via periferica di persuasione, che corrisponde ad un'analisi non razionalistica della comunicazione, incentrata su aspetti emotivi, come per esempio la l'interesse estetico del messaggio, della fonte e dell'atto comunicativo in toto.

Quando la motivazione e la capacità cognitiva sono elevate esiste un'elevata probabilità che si precorra la via centrale della comunicazione, mentre quando la motivazione, o la capacità cognitiva sono ridotte è più probabile allora che venga seguita la via periferica.
È importante notare che questa teoria è stata sviluppata attraverso una metodologia sperimentale. Ne consegue che sono stati identificati nessi causali, non semplicemente correlazionali tra le variabili. Nel dettaglio Petty e Cacioppo hanno definito operativamente la motivazione in termini della maggiore o minore vicinanza temporale delle conseguenze che il messaggio persuasivo raccontava, mentre hanno definito la capacità cognitiva aggiungendo o meno una quantità di rumore nell'evento comunicativo.
I cambiamenti di atteggiamento ottenuti attraverso la via centrale, sono risultati essere più persistenti nel tempo, ed hanno sviluppato un maggiore potere predittivo nei confronti del comportamento, nonché hanno sviluppato una maggiore resistenza ad eventuali tentativi di contro-persuasione. Un'altra variabile identificata in letteratura ed associate alla scelta della via periferica sono l'esperienza della fonte (più tale esperienza sarà esteticamente rilevante più sarà auspicata un'interpretazione di tipo periferico ed affettivo), mentre variabili associate alla scelta di una via centrale sono la qualità delle argomentazioni (più la qualità logica sarà elevata più sarà probabile un'elaborazione cognitiva delle stesse argomentazioni), ed infine il coinvolgimento con l'oggetto dell'atteggiamento (in maniera simile a quanto si è detto per la motivazione).